# Almuzia

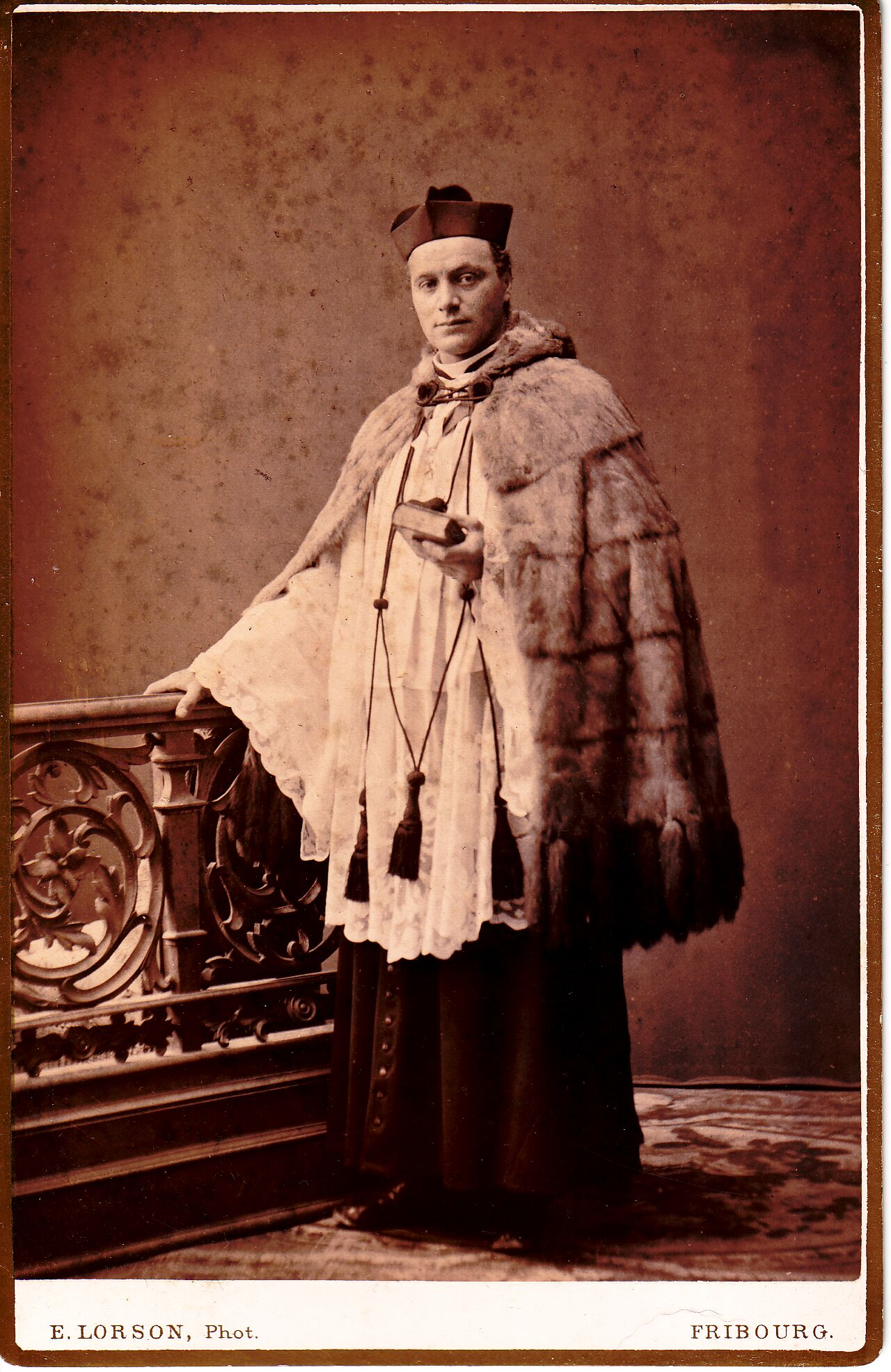
Un sacerdote in abito corale indossa l'almuzia

L'almuzia o zanfarda è un paramento liturgico compreso all'interno delle vesti cosiddette corali.
Essa è prevalentemente utilizzata dai canonici di alcuni capitoli minori come segno distintivo del proprio rango rispetto ai sacerdoti ordinari. 
In origine, essa era a foggia di berretto o cuffia di pelliccia, mentre nei paramenti moderni viene portata sulle spalle se seduti o legata al braccio destro se il sacerdote è in piedi. Oggi ha forma trapezoidale, col lato più piccolo rivoltato e cucito, e si fa con pelli grigio chiaro per l'inverno e seta per l'estate al dritto e di vaiato al rovescio, con code di donnola nel lato inferiore.
Essa veniva utilizzata soprattutto nei paesi nordici o a clima rigido e normalmente si indossava sopra la veste talare e sopra la cotta durante le celebrazioni liturgiche.
Oggi è caduta in disuso poiché in molti casi essa si trova a coincidere con la mozzetta, con la quale è stata sostituita.

## Storia
In numerosi documenti del XII-XV secolo l'almuzia viene menzionata, sovente, come sinonimo di cappuccio, ma più spesso come una sorta di cappuccio distinto. Dal XIV secolo vengono rilevate due tipologie diverse di almuzie: un cappuccio con paraorecchie o un cappuccio che cade sino alle spalle. Quest'ultimo era riservato ai canonici più importanti. Il nome almuzia è derivato con tutta probabilità dall'arabo al-musta-kah, una pelliccia a maniche lunghe utilizzata nei paesi arabi.
L'introduzione della berretta nel XV secolo tese a rimpiazzare l'uso dell'almuzia intesa come copertura per il capo, e il cappuccio divenne sempre più piccolo sino a venire posto addirittura sulle spalle. Un altro tipo di almuzia diffusa in questo stesso periodo cadeva con due code sul retro.
Le almuzie erano occasionalmente realizzate in seta o lana, ma dal XIII secolo vennero realizzate prevalentemente in pelo animale, solitamente con frange di coda. L'almuzia in uso in Inghilterra divenne nota come grey amices (dal colore prescelto per il pelo utilizzato), per distinguerla dall'amitto liturgico. Dal XVI secolo l'almuzia divenne un vero e proprio elemento distintivo per l'abito corale dei canonici, ma cessò di avere un utilizzo pratico, al punto da venire portata sul braccio sinistro come simbolo del proprio incarico. Successivamente l'almuzia venne sostituita perlopiù dalla mozzetta. La grey amice per i canonici della Cattedrale di Saint Paul a Londra venne dismessa nel 1549, venendo sostituita dalla cappa accademica classica. L'almuzia venne definitivamente abolita in uso al clero inglese nel 1571.